# Église Saint-Médard de Mespuits
L'église Saint-Médard de Mespuits est une église paroissiale catholique, dédiée à saint Médard, située dans la commune française de Mespuits et le département de l'Essonne.

## Historique
L'église est construite au XIIe siècle et au XIIIe siècle une travée et le clocher sont ajoutés.
L'édifice est restauré dans les années 1890,.
Depuis un arrêté du 2 décembre 1926, le portail de l'église est inscrit au titre des monuments historiques.

## Description
L'églisepossède un toît en bâtière et un chevet plat.
Le portail roman est daté de la fin du XIIe siècle.
L'église conserve également un vitrail du XIXe siècle avec une représentation de saint Vincent de Paul.

## Pour approfondir